# Todaraisingh
Todaraisingh là một thành phố và khu đô thị của quận Tonk thuộc bang Rajasthan, Ấn Độ.

## Nhân khẩu
Theo điều tra dân số năm 2001 của Ấn Độ, Todaraisingh có dân số 21.203 người. Phái nam chiếm 52% tổng số dân và phái nữ chiếm 48%. Todaraisingh có tỷ lệ 57% biết đọc biết viết, thấp hơn tỷ lệ trung bình toàn quốc là 59,5%: tỷ lệ cho phái nam là 70%, và tỷ lệ cho phái nữ là 42%. Tại Todaraisingh, 18% dân số nhỏ hơn 6 tuổi.